# Ronde van Midden-Zeeland
Die Ronde van Midden-Zeeland ist ein ehemaliges niederländisches Radrennen.
Die Ronde van Midden-Zeeland war ein Eintagesrennen, das von 2005 bis 2007 zur UCI Europe Tour zählte und in die Kategorie 1.1 eingestuft war. Der Wettkampf mit Ziel in Goes in der niederländischen Provinz Zeeland wurde 1959 zum ersten Mal ausgetragen. Er wurde seitdem jährlich im September ausgetragen und war seit 1974 für Profisportler geöffnet, deswegen auch Profronde van Midden-Zeeland. 2007 fand die letzte Austragung statt.

## Palmarès
| - 2007 Denis Flahaut - 2006 Steven de Jongh - 2005 Bram de Groot - 2004 Niko Eeckhout - 2003 Stefan van Dijk - 2002 Robbie McEwen - 2001 Niko Eeckhout - 2000 Léon van Bon - 1999 Servais Knaven - 1998 Erik Zabel | - 1997 nicht ausgetragen - 1996 Jelle Nijdam - 1995 Jeroen Blijlevens - 1994 Maarten den Bakker - 1993 Jo Planckaert - 1992 Johan Capiot - 1991 Wiebren Veenstra - 1990 Gerrit Solleveld - 1989 Jelle Nijdam - 1988 Peter Pieters - 1987 Jean-Paul van Poppel - 1986 Gerrit Solleveld | - 1985 Ferdi Van Den Haute - 1984 Luc Colijn - 1983 Jan Raas - 1982 Henk Lubberding - 1981 Eddy Planckaert - 1980 Gerrie Knetemann - 1979 Bert Oosterbosch - 1978 Gerrie Knetemann - 1977 Freddy Maertens - 1976 Fedor den Hertog - 1975 Gerard Vianen - 1974 Tino Tabak - 1973 Peer Maas - 1962 Cees Snepvangers - 1961 Bart Solaro |